# Carriacou y Pequeña Martinica (circunscripción electoral)

Carriacou y Pequeña Martinica en Granada.

Carriacou y Pequeña Martinica (en inglés: Carriacou & Petite Martinique) es una de las quince circunscripciones electorales en las que Granada para las elecciones a la Cámara de Representantes. Corresponde a las islas homónimas de Carriacou y Pequeña Martinica, conocidas también como las Granadinas del Sur.
La circunscripción es una de las divisiones electorales más antiguas del país, funcional desde las primeras elecciones generales bajo sufragio universal de 1951. Asimismo, has sido el distrito electoral de dos primeros ministros: Herbert Blaize y Nicholas Brathwaite. Desde 1957 la circunscripción ha sido históricamente un bastión del conservador Partido Nacional de Granada y su sucesor, el Nuevo Partido Nacional, aunque el Congreso Nacional Democrático ganó el distrito en 1990, 1995 y 2022.
De cara a las elecciones de 2022, la circunscripción tenía 5.414 electores registrados.

## Representantes electos
| Elección | Partido | Partido                       | Parlamentario         |
| -------- | ------- | ----------------------------- | --------------------- |
| 1951     |         | Consejo de Acción             | C. S. T. B. Sylvester |
| 1954     |         | Independiente                 | F. B. Paterson        |
| 1957     |         | Partido Nacional de Granada   | Herbert Blaize        |
| 1961     |         | Partido Nacional de Granada   | Herbert Blaize        |
| 1962     |         | Partido Nacional de Granada   | Herbert Blaize        |
| 1967     |         | Partido Nacional de Granada   | Herbert Blaize        |
| 1972     |         | Partido Nacional de Granada   | Herbert Blaize        |
| 1976     |         | Partido Nacional de Granada   | Herbert Blaize        |
| 1984     |         | Partido Nacional de Granada   | Herbert Blaize        |
| 1990     |         | Congreso Nacional Democrático | Nicholas Brathwaite   |
| 1995     |         | Congreso Nacional Democrático | Joan Purcell          |
| 1999     |         | Nuevo Partido Nacional        | Elvin G. Nimrod       |
| 2003     |         | Nuevo Partido Nacional        | Elvin G. Nimrod       |
| 2008     |         | Nuevo Partido Nacional        | Elvin G. Nimrod       |
| 2013     |         | Nuevo Partido Nacional        | Elvin G. Nimrod       |
| 2018     |         | Nuevo Partido Nacional        | Kindra Stewart        |
| 2022     |         | Congreso Nacional Democrático | Tevin Andrews         |